# Danh sách Hán tự thông dụng hiện đại
Danh sách Hán tự thông dụng hiện đại (tiếng Trung: Hiện đại Hán ngữ thông dụng tự biểu; giản thể: 现代汉语通用字表; phồn thể: 現代漢語通用字表; bính âm: Xiàndài Hànyǔ Tōngyòngzì Biǎo) là một danh sách gồm 7.000 Hán tự thông dụng trong tiếng Trung Hoa. Nó được lập nên vào năm 1988 dưới thời Cộng hòa Nhân dân Trung Hoa.
Còn có một danh sách khác có tên Hiện đại Hán ngữ thường dụng tự biểu (giản thể: 现代汉语常用字表; phồn thể: 現代漢語常用字表; bính âm: Xiàndài Hànyǔ Chángyòngzì Biǎo) là một danh sách phụ gồm 3.500 Hán tự thường xuyên được sử dụng trong tiếng Trung.
Vào năm 2013, Danh sách Hán tự quy phạm chung đã thay thế Danh sách Hán tự thông dụng hiện đại làm các Hán tự tiêu chuẩn của Cộng hòa Nhân dân Trung Hoa.